# سینه فونداسیون
سینه فونداسیون
سینه فونداسیون بنیادی است که تحت پوشش جشنواره فیلم کن برای حمایت از نسل بعدی فیلم سازان بین‌المللی و الهام بخشیدن به آنان ایجاد شده‌است. این بنیاد از سال ۱۹۹۸ توسط ژیل ژاکوب پایه‌گذاری شده‌است، با توسعه برنامه‌های مکمل در حال زمینه‌سازی برای دستیابی به هدف خود است. فعالیت‌های آن امروز به سه بخش مختلف تقسیم شده‌است: مسابقه، اقامت و آتلیه.
بخش گزینش سینه فونداسیون، از همان سال ۱۹۹۸ به منظور استعدادیابی راه‌اندازی شده و هر سال به موازات گزینش بخش اصلی جشنواره فیلم کن، پانزده تا بیست فیلم کوتاه و نیمه بلند را، از میان آثار ارائه شده توسط مدارس فیلم‌سازی از سراسر جهان، برمی گزیند. فیلم‌های برگزیده در جشنواره فیلم کن به نمایش در می‌آیند و به هیآت داوران سینه فونداسیون و فیلم‌های کوتاه ارائه می‌شوند و نهایتاً جوایزی در یک مراسم رسمی به سه فیلم برتر اهدا می‌شود.

هر سال بیش از ۱۶۰۰ فیلم دانشجویی در این بخش شرکت می‌کنند که گویای تنوع و پویایی جامعه فیلمسازان جوان بین‌المللی است. از سال ۱۹۹۸ در مجموع بیش از ۲۵۰ فیلم از ۹۰ مدرسه در جهان انتخاب شده‌است.
در سال ۲۰۱۳ آناهیتا قزوینی زاده، دانشجوی مدرسه مؤسسه هنر شیکاگو، با فیلم ۲۱ دقیقه‌ای سوزن (Needle)، برنده عنوان اول این مسابقه و جایزه نقدی به مبلغ ۱۵۰۰۰ یورو شد.
اقامت برنامه‌ای برای کارگردانان جوان سراسر جهان است که فیلم اول یا دوم خود را می‌سازند. هر سال دوازده نفر از شرکت کنندگان برگزیده می‌شوند و از آن‌ها دعوت می‌شود که به پاریس بروند. برگزیدگان در طی چهار ماه و نیم در یک دوره آموزشی شرکت می‌کنند که برای کمک به آن‌ها در نوشتن و تولید فیلم هایشان توسط فیلم سازان حرفه‌ای، طراحی شده‌است. به علاوه آن‌ها از کمک مالی ۸۰۰ یورو در ماه و دسترسی رایگان به بزرگترین سالن‌های سینمای پاریس بهره‌مند می‌شوند.
آتلیه با هدف برقراری ارتباط میان فیلمسازان جوان و دست اندرکاران صنعت سینما، طراحی شده‌است. هر سال این برنامه برای حدود بیست فیلمساز موقعیتی را فراهم می‌کند که شامل تأمین مالی، دیدار با تهیه کنندگان، دست اندرکاران پخش و شرکت در فعالیت‌های روزمره جشنواره است.

## برندگان
| سال  | فیلم                                 | کارگردان                      | ملیت کارگردان             | جایزه       |
| ---- | ------------------------------------ | ----------------------------- | ------------------------- | ----------- |
| ۱۹۹۸ | یاکوب                                | آدام گوژینسکی                 | لهستان                    | جایزه نخست  |
| ۱۹۹۸ | دزد گوسفندان                         | آصف کاپادیا                   | بریتانیا                  | جایزه دوم   |
| ۱۹۹۸ | مانگوانا                             | مانو کوروا                    | زیمبابوه                  | جایزه سوم   |
| ۱۹۹۹ | دست دوم                              | امیلی یانگ                    | بریتانیا                  | جایزه نخست  |
| ۱۹۹۹ | تراشه                                | امانوئل برکو                  | فرانسه                    | جایزه دوم   |
| ۱۹۹۹ | با قوانین                            | داور کوساش ویلی               | گرجستان اسرائیل           | جایزه دوم   |
| ۱۹۹۹ | یک روز خوب برای وغ وغ کردن           | بو هین کلاوشن                 | دانمارک                   | جایزه سوم   |
| ۱۹۹۹ | مصاحبه                               | جسیکا هاسنر                   | اتریش                     | یادکرد ویژه |
| ۲۰۰۰ | پنج پا بالا و خیزش                   | پیتر سولت                     | ایالات متحده آمریکا       | جایزه نخست  |
| ۲۰۰۰ | لازمه تا خدا ببوسیش                  | کاران هارتسفیلد               | ایالات متحده آمریکا       | جایزه دوم   |
| ۲۰۰۰ | دسر                                  | آمیت ساکومسکی                 | اسرائیل                   | جایزه دوم   |
| ۲۰۰۰ | هند                                  | پرنیله فیشر کریستنسن          | دانمارک                   | جایزه سوم   |
| ۲۰۰۰ | اتومبیل شب                           | بویی تاچ چیون                 | ویتنام                    | جایزه سوم   |
| ۲۰۰۱ | پرتره                                | سرگی لوزنیتسا                 | اوکراین                   | جایزه نخست  |
| ۲۰۰۱ | غرامت                                | ینس یونسون                    | سوئد                      | جایزه دوم   |
| ۲۰۰۱ | دای بی                               | یانگ چائو                     | چین                       | جایزه سوم   |
| ۲۰۰۱ | کلاغ سنگ                             | آلیشیا دافی                   | بریتانیا                  | جایزه سوم   |
| ۲۰۰۲ | نارنجی خورشید                        | اِدواردو والنته                | برزیل                     | جایزه نخست  |
| ۲۰۰۲ | تنها مامان چشمان آبی دارد            | اریک فورستیه                  | فرانسه                    | جایزه دوم   |
| ۲۰۰۲ | کی. جی. در بیماری و سلامت            | ینس یونسون                    | سوئد                      | جایزه دوم   |
| ۲۰۰۲ | سوالات یک کارگر مرده                 | آیا سومخ                      | اسرائیل                   | جایزه سوم   |
| ۲۰۰۳ | بدو خرگوش بدو                        | پاوله وچکوویچ                 | صربستان                   | جایزه نخست  |
| ۲۰۰۳ | تاریخچه کویر                         | سلیا گالان خولوه              | اسپانیا                   | جایزه دوم   |
| ۲۰۰۳ | تلویزیون شهر                         | آلبرتو کوچیرو و آلخاندرو تومی | آرژانتین                  | جایزه سوم   |
| ۲۰۰۳ | ربکا در آن نقطه                      | لوسیانا جوفرد گروستیزا        | مکزیک                     | جایزه سوم   |
| ۲۰۰۴ | در حال حاضر مبارکه                   | فردریک آشپوک                  | دانمارک                   | جایزه نخست  |
| ۲۰۰۴ | سفر به شهر                           | کورنلیو پورومبویو             | رومانی                    | جایزه دوم   |
| ۲۰۰۴ | ۹۹ سال از زندگی من                   | مارجا میکونن                  | فنلاند                    | جایزه دوم   |
| ۲۰۰۴ | از آنجا که شما هستید سرگرم‌کننده است  | یان کوماسا                    | لهستان                    | جایزه سوم   |
| ۲۰۰۵ | الان بخرش                            | آنتونیو کامپوس                | برزیل ایالات متحده آمریکا | جایزه نخست  |
| ۲۰۰۵ | زوج                                  | نیکولای خومریکی               | روسیه                     | جایزه دوم   |
| ۲۰۰۵ | ملاقات یک بیمار                      | مایا دریفوس                   | اسرائیل                   | جایزه دوم   |
| ۲۰۰۵ | دشت                                  | رولاند ادزارد                 | آلمان فرانسه              | جایزه سوم   |
| ۲۰۰۵ | ساکت باشید                           | سامه زعابی                    | فلسطین                    | جایزه سوم   |
| ۲۰۰۶ | جی و زتا                             | گوستاوو ریت                   | اروگوئه                   | جایزه نخست  |
| ۲۰۰۶ | آقای شارتز، آقای هازن و آقای هرلاکر  | استفان مولر                   | آلمان                     | جایزه دوم   |
| ۲۰۰۶ | مادر                                 | سیان هدر                      | ایالات متحده آمریکا       | جایزه سوم   |
| ۲۰۰۶ | یک ویروس                             | اگنس کوچسیس                   | مجارستان                  | جایزه سوم   |
| ۲۰۰۷ | در حال حاضر همه خوشحال به نظر می‌رسند | گونزالو توبال                 | آرژانتین                  | جایزه نخست  |
| ۲۰۰۷ | رو دائو                              | چن تائو                       | چین                       | جایزه دوم   |
| ۲۰۰۷ | یک مراسم                             | هونگ سونگ-هون                 | کره جنوبی                 | جایزه سوم   |
| ۲۰۰۷ | منفی                                 | پاوله وچکوویچ                 | صربستان                   | جایزه سوم   |
| ۲۰۰۸ | هیمنون                               | الدا کیدان                    | اسرائیل                   | جایزه نخست  |
| ۲۰۰۸ | فورباش                               | کلر برگر                      | فرانسه                    | جایزه دوم   |
| ۲۰۰۸ | ایست                                 | پارک جائه-اوک                 | کره جنوبی                 | جایزه سوم   |
| ۲۰۰۸ | نشانگران جاده                        | یوهو کوش مانن                 | فنلاند                    | جایزه سوم   |
| ۲۰۰۹ | بابا                                 | زوزانا کرخ نرووا              | جمهوری چک                 | جایزه نخست  |
| ۲۰۰۹ | خداحافظ                              | فانگ سونگ                     | چین                       | جایزه دوم   |
| ۲۰۰۹ | دانشنامه                             | یائل خیام                     | اسرائیل                   | جایزه سوم   |
| ۲۰۰۹ | خارج نشدن از خانه                    | جو سانگ-هی                    | کره جنوبی                 | جایزه سوم   |
| ۲۰۱۰ | فروشندگان نقاشی                      | یوهو کوش مانن                 | فنلاند                    | جایزه نخست  |
| ۲۰۱۰ | پیچیدگی فاخته                        | ونسان کاردونا                 | فرانسه                    | جایزه دوم   |
| ۲۰۱۰ | ستون پنجم                            | واچه بولغورجیان               | لبنان                     | جایزه سوم   |
| ۲۰۱۰ | من الان همان چیزی هستم که می‌خواهم    | دانه کوملین                   | صربستان                   | جایزه سوم   |
| ۲۰۱۱ | خلاصه                                | دوروتیا دروموا                | بلغارستان                 | جایزه نخست  |
| ۲۰۱۱ | Drari                                | کمال رزلاق                    | مراکش                     | جایزه دوم   |
| ۲۰۱۱ | پرواز در شب                          | سون تائه-گیوم                 | کره جنوبی                 | جایزه سوم   |